# 范文摩托車

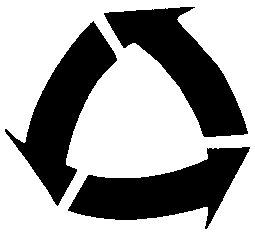
公司商標

范文摩托車（荷蘭語：Van Veen, Van Veen Kreid）是荷蘭一家曾經存在的摩托車進口、製造公司，總部設於阿姆斯特丹，特別的是其車輛搭載汪克爾引擎而成。

## 歷史與概要
1934年出生的漢克·范·文（荷蘭語：Henk van Veen）自1955年起投入摩托車競速運動，1959年靠著引進德國克雷德勒（Kreidler）的50c.c.機車，累積許多資金；他的車隊也贏得多個世界錦標賽獎座。具有遠瞻眼光的范·文意識到未來的主流將是大排氣量的機車，於是決心自行製造獨一無二的車款。
1960年代末期，德國NSU車廠和法國雪鐵龍汽車共同投資的寇摩托公司專門製造汪克爾引擎。這是一種新開發的無活塞迴轉式引擎，恰巧符合范·文的需求。於是他委任曾參加50c.c.級和125c.c.級世界錦標賽的前摩托賽車手喬斯·斯胡赫斯設計，1974年11月在德國科隆舉辦的IFMA機車展上公開原型車。這輛原型車搭載寇摩托公司出品的498c.c. X 2雙轉子KKM 624型汪克爾引擎，配備了鑄造輪圈、Brembo製三碟制動系統。1976年起OCR 1000開始量產，但是KKM 624型轉子頂點的菱封出現問題，加上NSU車廠和雪鐵龍投注巨額資金在寇摩托和寇摩比爾兩家公司而引發財務危機問題，到1981年停產時僅出廠38輛。
此時德國一位對汪克爾引擎專精的工程師哲·范·盧慈拉（Ger van Rootselaar）出錢將范文摩托車的引擎、設計圖紙、模具等買下，然而盧慈拉卻僅重建一輛摩托車，未曾量產上市。多年後荷蘭的安德里斯·威靈加（Andries Wielinga）與盧慈拉接觸且購入所有設備，2011年威靈加宣佈他重製了10輛OCR 1000並公開發售。

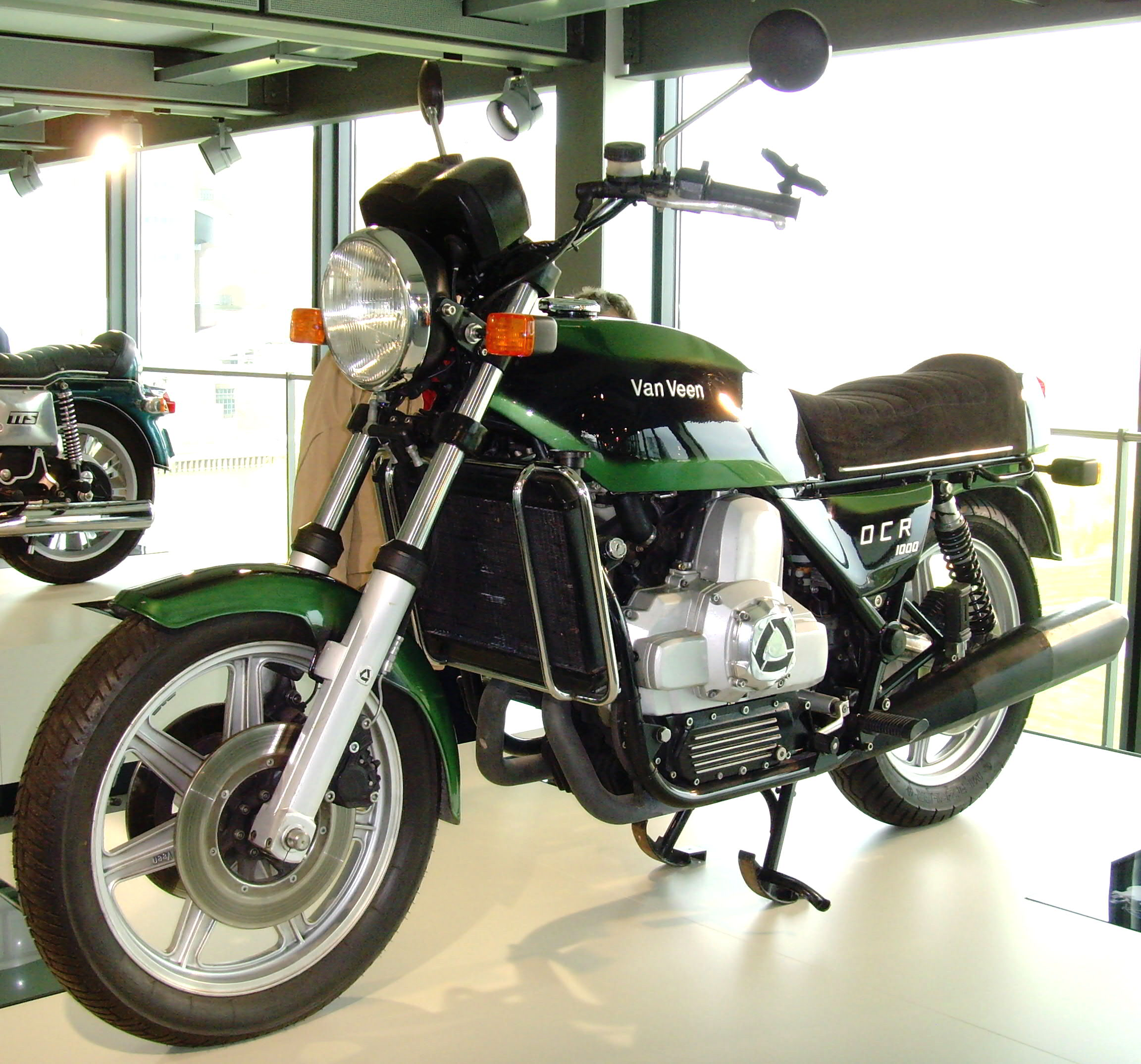
安德里斯·威靈加重製的OCR 1000

## 內部連結
- 汪克爾引擎
- 寇摩托公司

## 外部連結
- （英文）OCR Motors （页面存档备份，存于）